# Pará
För andra betydelser, se Pará (olika betydelser).
Pará är en delstat i norra Brasilien och är landets till ytan näst största. Den gränsar till Guyana och Surinam samt delstaterna Amapá, Maranhão, Tocantins, Mato Grosso, Amazonas och Roraima. Huvudstaden är Belém och andra stora städer är Abaetetuba, Ananindeua (en stor förort till Belém), Castanhal, Marabá, Parauapebas och Santarém. Delstaten täcks till största delen av regnskog.

## Ekonomi

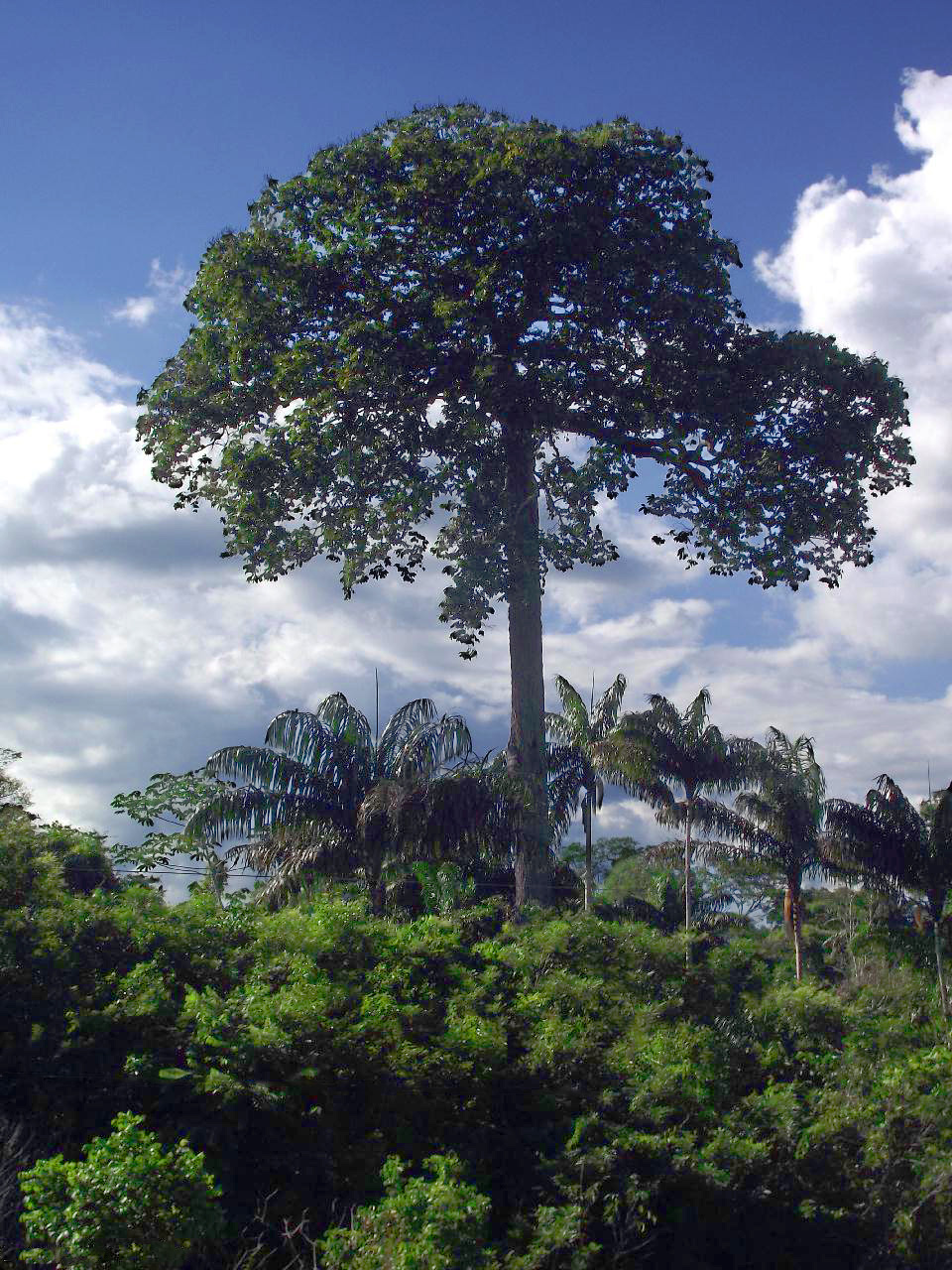
Kastanjeträd i Pará.

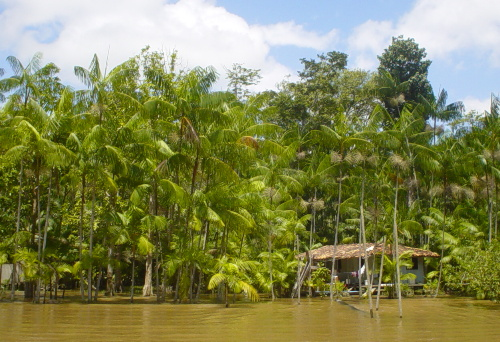
Para-assaipalm i Pará.

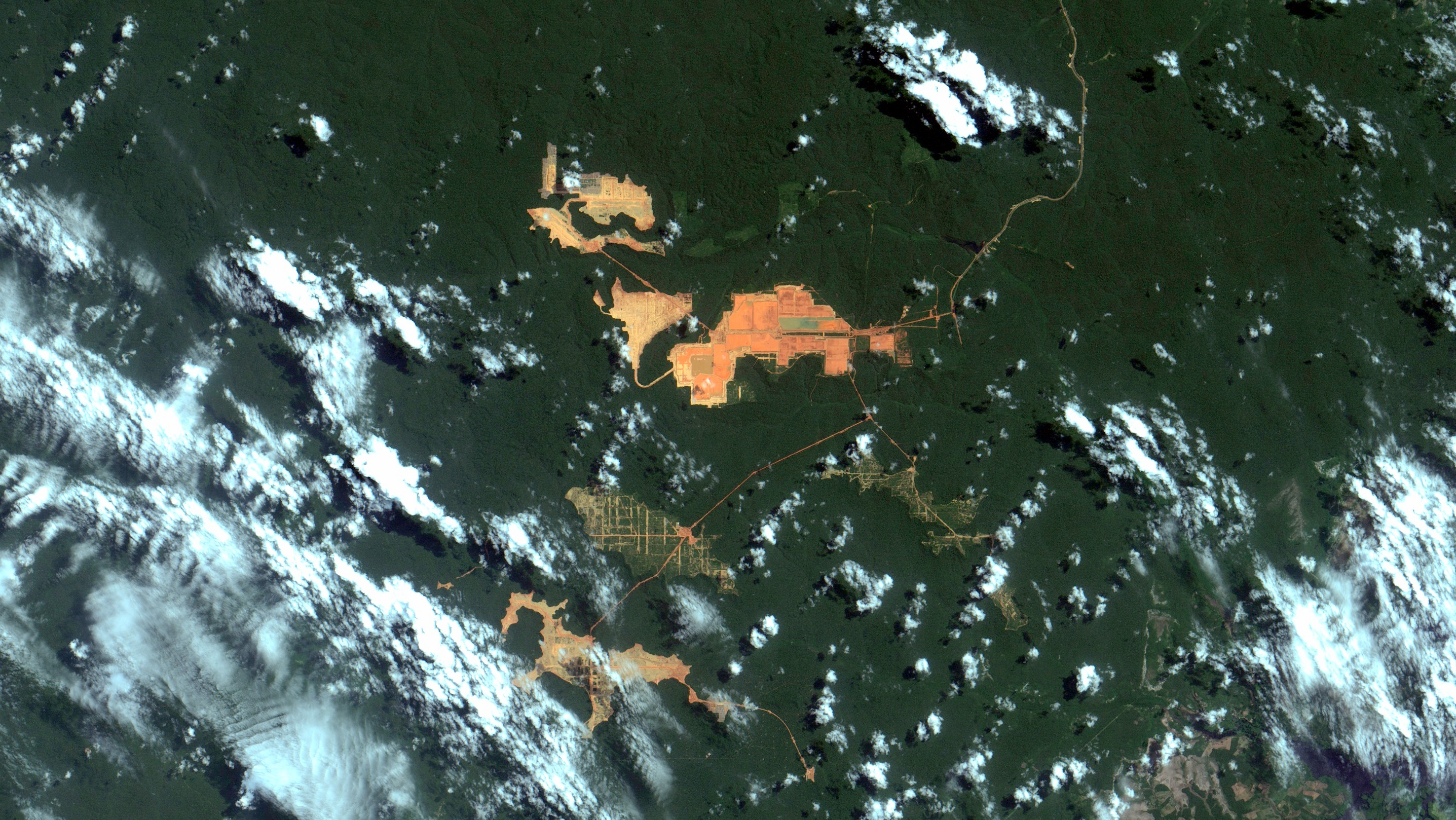
Utvinning av bauxit i Pará

Tjänstesektorn är den största komponenten av BNP på 40,9%, följt av industrisektorn på 36,3%. Jordbruk representerar 22,8% av BNP (2004). Pará exporterar järnmalm 31,1%, aluminium 22,2%, trä 13,5%, malm s aluminium 8,3%, andra malm s 7,9 % (2002), vilket motsvarar 1,8% av den brasilianska ekonomin (2005).
Gruvsektorn representerar 14% av statens bruttonationalprodukt (BNP), främst från utvinning av järn, bauxit, mangan, kalksten och tenn, såväl som guld, tills det nyligen har utvunnits från en av de största  gruvor i den senaste historien: Serra Pelada. Parás ekonomi bygger också på utvinning av vegetation, på jordbruk och boskap. Tack vare den rika jord och den viktiga hydrografiska bassängen - är båtar det viktigaste sättet för transport i regionen. Guaraná, ett träd från vilket ett pulver produceras och används som en stimulant, och annattofrön, en frukt som används för matlagning, som en solskyddsmedel och för extraktion av färgämnen. Marajó - världens största fluvial-marina ö, med ett område på 50 000 km². Dess territorium har ett av de största gruvområdena i landet, i Carajás-bergen, en gruvprovins där Ferro Carajás-projektet är baserat, från Companhia Vale do Rio Doce. Anläggningen producerade 296 miljoner ton järnmalm 2007 och exporterade till många länder, bland dem Japan, Tyskland, Italien, Frankrike och Spanien.
Pará är den största tillverkaren av maniok, açaí, ananas och kakao i Brasilien och är bland de största i Brasilien inom produktionen av svartpeppar (2:a plats), kokosnötter (3:e plats) och bananer (6:e plats).
I maniok -produktionen producerade Brasilien totalt 17,6 miljoner ton 2018. Pará var den största producenten i landet med 3,8 miljoner ton.
År 2019 producerade Pará 95% av açaí i Brasilien. Staten omsatte mer än 1,2 miljoner ton frukt, värt mer än 1,5 miljarder US $, cirka 3% av statens BNP.
År 2018 var Pará den största brasilianska tillverkaren av ananas, med 426 miljoner frukter skördade på nästan 19 tusen hektar. 2017 var Brasilien den 3:e största producenten i världen (nära 1,5 miljarder frukt som skördades på cirka 60 tusen hektar). Det är den femte mest odlade frukten i landet. Sydost om Pará har 85% av den statliga produktionen: städerna Floresta do Araguaia (76,45%), Conceição do Araguaia (8,42%) och Salvaterra (3,12%) ledde rankningen i år. Floresta do Araguaia har också den största koncentrerade fruktjuiceindustrin i Brasilien, som exporterar till Europeiska unionen, USA och Mercosur.
Pará är också en av de största brasilianska tillverkarna av kokosnöt. År 2019 var det den 3:e största producenten i landet, med 191,8 miljoner frukt som skördades, näst bara till Bahia och Ceará.
Pará är den 2:a största brasilianska tillverkaren av svartpeppar, med 34 tusen ton skördade under 2018.
Brasilien mutter har alltid varit en av de viktigaste produkterna för utvinning i norra Brasilien, med samling på skogsbotten. Under de senaste decennierna skapades emellertid den kommersiella odlingen av Brasilien mutter. Det finns redan fastigheter med mer än 1 miljon kastanjeträd för storskalig produktion. De årliga produktionsmedelvärdena i Brasilien varierade mellan 20 tusen och 40 tusen ton per år 2016.
I produktionen av kakao har Pará tävlat med Bahia om ledningen för brasiliansk produktion. 2017 fick Pará ledningen för första gången. År 2019 skördade människor från Pará 135 tusen ton kakao, och Bahians skördade 130 tusen ton. Bahias kakaoområde är praktiskt taget tre gånger större än Pará, men Parás produktivitet är praktiskt taget tre gånger större. Några faktorer som förklarar detta är: grödorna i Bahia är mer extraktivistiska, och de i Pará har en mer modern och kommersiell stil, förutom paraenser som använder mer produktiva och resistenta frön, och deras region ger motstånd mot Häxkvast.
År 2018 ockuperade Pará den sjätte nationella positionen i banan -produktionen.
År 2018 hade Pará den 5:e största nötkreatur besättningen i Brasilien, med 20,6 miljoner boskap. Staden São Félix do Xingu är den största i landet, med 2,2 miljoner djur. Marabá är den 6:e största staden i landet med 1 miljon djur. I rankningen av de 20 huvudbesättningarna har Pará sju namn. En del av detta beror på att kommunerna i Pará har ett enormt territorium.
Inom järnmalms-sektorn var Pará den 2:a största nationella tillverkaren med 169 miljoner ton (av de 450 miljoner som producerats av landet) till ett värde av R $ 25,5 miljarder. Pará producerade nästan 980 tusen ton koppar (av Brasiliens 1,28 miljoner ton) till ett värde av 6,5 miljarder dollar. I aluminium (bauxit) genomförde Pará nästan all brasiliansk produktion (34,5 av 36,7 miljoner ton) till ett värde av 3 miljarder dollar. I mangan producerade Pará en stor del av den brasilianska produktionen (2,3 av 3,4 miljoner ton) till ett värde av R 1 miljard. Pará var den tredje största brasilianska producenten av guld, med 20 ton till ett värde av R $ 940 miljoner. Goiás och Pará är de enda två tillverkarna av nickel i landet med Pará som  den näst största, med en produktion av 90 tusen ton till ett värde av R $ 750 miljoner. I tenn, Pará, den tredje största producenten (4,4 tusen ton, till ett värde av R $ 114 miljoner). Pará hade 42,93% av värdet på kommersialiserad mineralproduktion i Brasilien, med nästan 38 miljarder dollar.
På grund av närheten till järnmalmsgruvorna Siderúrgica Norte Brasil (Sinobras) skapades i Marabá. År 2018 producerade stålverket 345 tusen ton råstål, av de 35,4 miljoner som producerats i landet.
Pará hade 2017 en industriell BNP på 43,8 miljarder dollar, vilket motsvarar 3,7% av den nationella industrin. Det har 164 989 anställda i branschen. De viktigaste industrisektorerna är: utvinning av metalliska mineraler (46,9%), Industrial Public Utility Services, såsom el och vatten (23,4%), konstruktion (14,8%), metallurgi (4,3%) och livsmedel (4,3%). Dessa 5 sektorer koncentrerar 93,7% av statens industri.